# Liste der Monuments historiques in Niderviller
Die Liste der Monuments historiques in Niderviller führt die Monuments historiques in der französischen Gemeinde Niderviller auf.

## Liste der Bauwerke
| Bezeichnung               | Beschreibung                                                                        | Standort                    | Kennzeichnung | Schutzstatus | Datum | Bild           |
| ------------------------- | ----------------------------------------------------------------------------------- | --------------------------- | ------------- | ------------ | ----- | -------------- |
| Faïencerie de Niderviller | Manufakturgebäude zur Herstellung der Niderviller Keramik, von 1754 bis 1756 erbaut | Rue de la Faïencerie (Lage) | PA00132874    | Inscrit      | 1994  | weitere Bilder |